# Francologie
 (février 2015).
Si vous disposez d'ouvrages ou d'articles de référence ou si vous connaissez des sites web de qualité traitant du thème abordé ici, merci de compléter l'article en donnant les références utiles à sa vérifiabilité et en les liant à la section « Notes et références ».
Francologie : Le terme apparait pour la première fois en 1985 dans l’ouvrage intitulé Les peuples francophones dans le monde contemporain - Introduction à la « francologie »
De Gérard M. Charpentier, PhD, docteur en sociologie qui l’a imaginé et utilisé pour la première fois pour définir globalement le sujet de son livre traitant sous ses aspects principaux le « fait français et francophone » dans le monde, passé et présent.
Guy Saint Jean éditeur Inc.
Dépôt légal Ier trimestre 1985
Bibliothèque Nationale du Québec

ISBN : 2-920340-20-4
La francologie est une discipline universitaire implantée au sein de la faculté des études mondiales de l'université de Téhéran en 2008.
Cette discipline a pour objectif de connaître la France de différents points de vue, à savoir : histoire, culture, civilisation, art, littérature, philosophie, politique, société, économie, religion, etc. Les débouchés auront une connaissance multidimensionnelle sur la France.

## Présentation
Le site officiel de l'institut pour les études européennes et d'Amérique du Nord, qui fait partie de la faculté des études mondiales de l'université de Téhéran, propose la présentation suivante de ce domaine.
Aujourd’hui, la France est l'un des pays pivot de l’Union européenne et joue un rôle déterminant dans l'évolution du projet européen. En outre, en tant que deuxième langue vivante du monde[réf. nécessaire], le français conserve un rôle clé dans les domaines diplomatique, politique, et culturel. Si, au sein des pays anglophones, une attention toute particulière est portée à la dimension économique et commerciale de la mondialisation, les études françaises accordent une attention toute particulière à sa dimension humaniste et sociale en insistant notamment sur le respect des droits de l’homme et du rôle des Nations unies au sein de ce processus. Nous présenterons également la France en tant que berceau d’une grande variété de cultures et le lieu de rencontre de plusieurs civilisations.
Aujourd’hui, près de 55 pays dont l’ensemble des pays membres de la francophonie utilisent la langue française. Ces pays sont situés sur les cinq continents et entretiennent entre eux de nombreux échanges culturels, politiques, et sociaux. Pour prendre en compte cette réalité, nous avons également inclus au programme l'étude de pays tels que le Canada, la Belgique, la Suisse, le Liban ou encore l’Algérie, la Martinique, le Nigéria, le Maroc ainsi que d’autres pays africains et asiatiques, et ce, afin de couvrir un champ de recherche plus large et varié.
L’étude de l'histoire de France nous révèle que, de par ses spécificités géographiques et l’attraction qu’il a exercé sur de nombreux penseurs, écrivains, philosophes et artistes, ce pays a favorisé l’émergence de nombreux courants de pensée modernes ayant eu une influence mondiale. Ainsi, la Révolution française de 1789 a posé les bases des sociétés européennes actuelles tout en contribuant à la création de nouvelles relations entre ces pays. À plus ou moins long terme, cet événement historique a eu également de nombreuses retombées mondiales.
On estime que les premiers liens entre l’Iran et la France ont été établis lors de l’invasion mongole en Iran. Sous l’influence des aléas politiques, sociaux, et culturels propres aux différentes époques, ces relations ont connu d'importantes évolutions. Ainsi, l'enseignement dispensé par ce département pourra contribuer à une meilleure connaissance des différents aspects de ce pays ainsi que la réalisation d’études comparatives consacrées aux idées et mouvements de pensée présents au sein de ces deux pays. Ces études pourront également mettre en lumière les influences unilatérales ou bilatérales que l'Iran et la France ont pu exercer l’un sur l’autre et nous aider à comprendre les causes des déséquilibres actuels existant entre l’Iran et les pays européens.
Ce cursus consacré à l'étude de la France et des différents pays francophones offre donc une chance unique de découvrir ou approfondir ses connaissances sur l’histoire, la civilisation ainsi que sur les piliers de la vie politique, sociale et culturelle française ou francophone. Les informations acquises pourront permettre la constitution de nouvelles banques d’informations ainsi que l'extension du champ de la recherche universitaire iranienne.